# Palazzo Barbaro a San Vidal

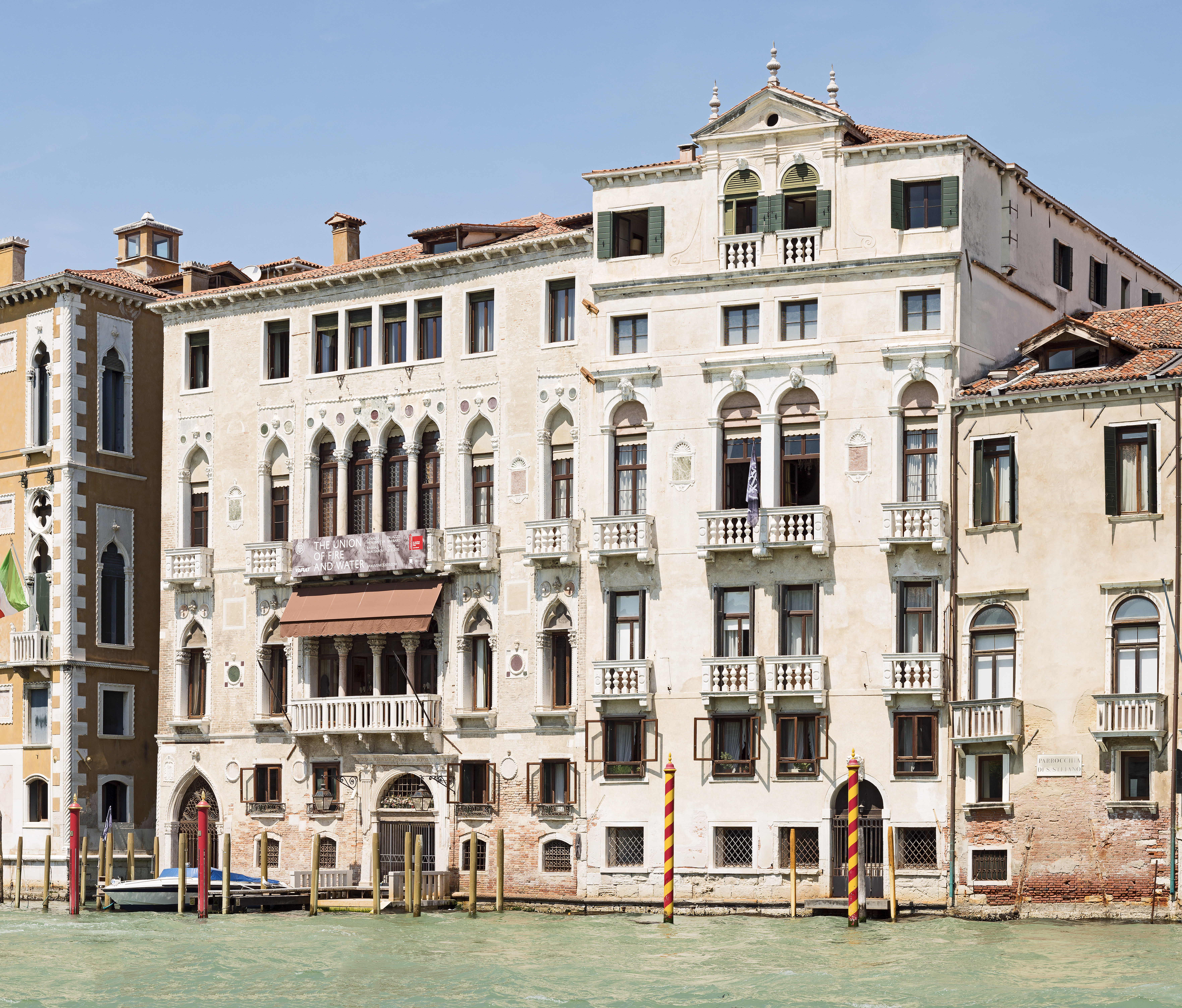
Palazzo Barbaro a San Vidal

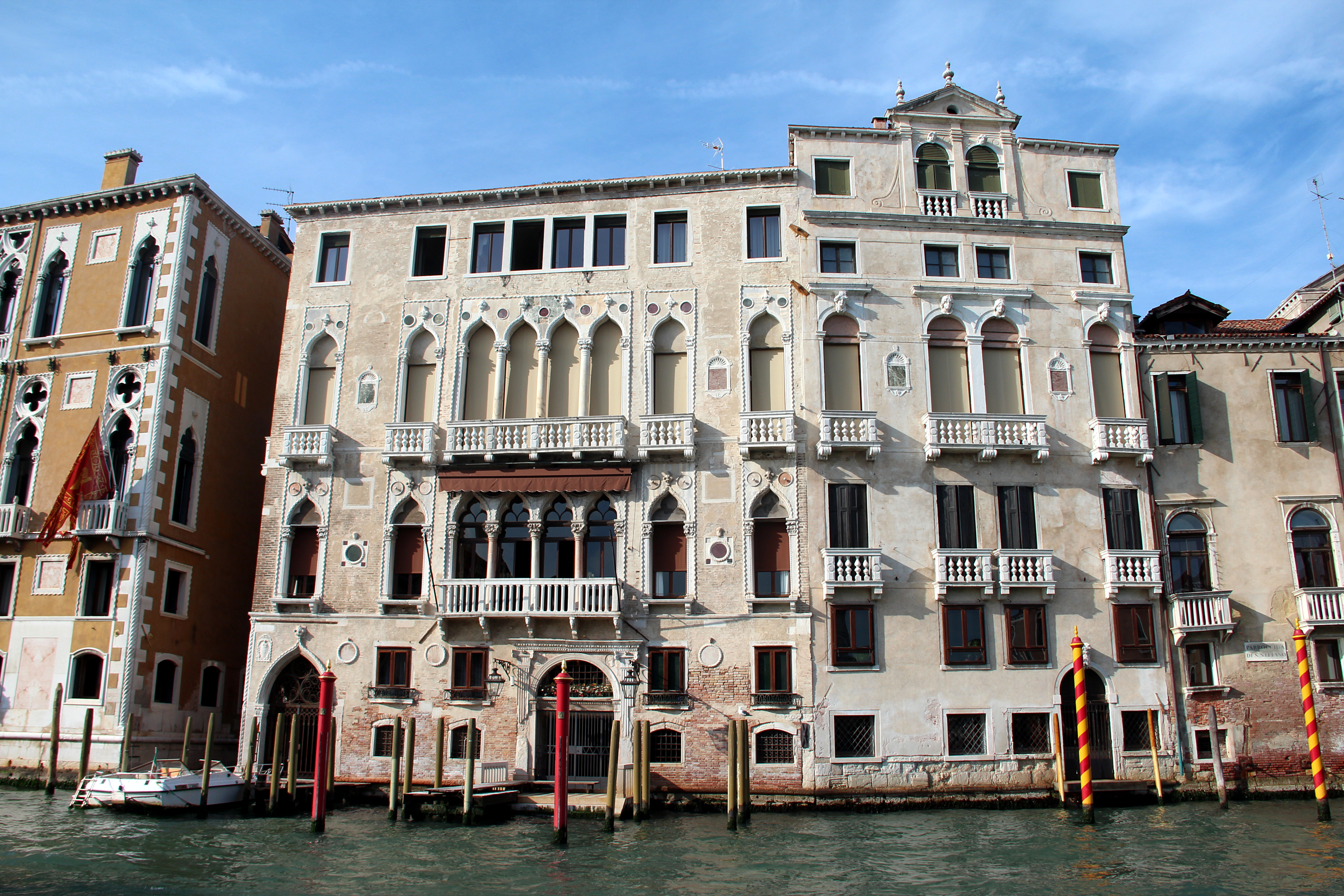
Südfassade des Palastes an der Seite des Canal Grande.

Palazzo Barbaro a San Vidal ist ein Komplex aus zwei Palästen in Venedig in der italienischen Region Venetien. Die beiden Gebäude, der Palazzo Barbaro und der Palazzo Barbaro-Curtis, liegen im Sestiere San Marco mit Blick auf den Canal Grande zwischen den Palästen Cavalli-Franchetti und Benzon Foscolo, gegenüber dem Palazzo Balbi-Valier Sammartini.

## Geschichte
Der ältere Teil des Gebäudekomplexes, der Palazzo Barbaro-Curtis (links), stammt aus dem Jahr 1425 und wurde als edle Wohnstatt der adligen Familie Spiera nach Plänen von Bartolomeo Bon erbaut. Als dieser Familienzweig ausstarb, kaufte Zaccaria Barbaro den Palast.
Das Gebäude auf der rechten Seite heißt einfach „Palazzo Barbaro“ und stellt eine Erweiterung des oben genannten, alten Teils dar, die 1690 nach Plänen von Antonio Gaspari, dem Architekten des Ca’ Zenobio degli Armeni, erstellt wurde. Dort ist ein wunderbarer Ballsaal untergebracht, der noch großartig erhalten ist. In diesem neuen Teil war die Handschrift von Giambattista Tiepolo für die Innendekoration gefragt, die allerdings im Laufe des 19. Jahrhunderts vollständig verlorenging.
In der zweiten Hälfte des 19. Jahrhunderts, nachdem die Familie Barbaro ausgestorben war, kaufte die Familie Curtis-Conte die beiden Paläste, die ihr heute noch gehören. Länger als bei der Restaurierung vorgesehen, beherbergten sie den großen Schriftsteller Henry James. In den Jahren 2000 und 2001 wurde die Fassade vollständig restauriert und gestrichen.

## Beschreibung
Palazzo Barbaro Curtis

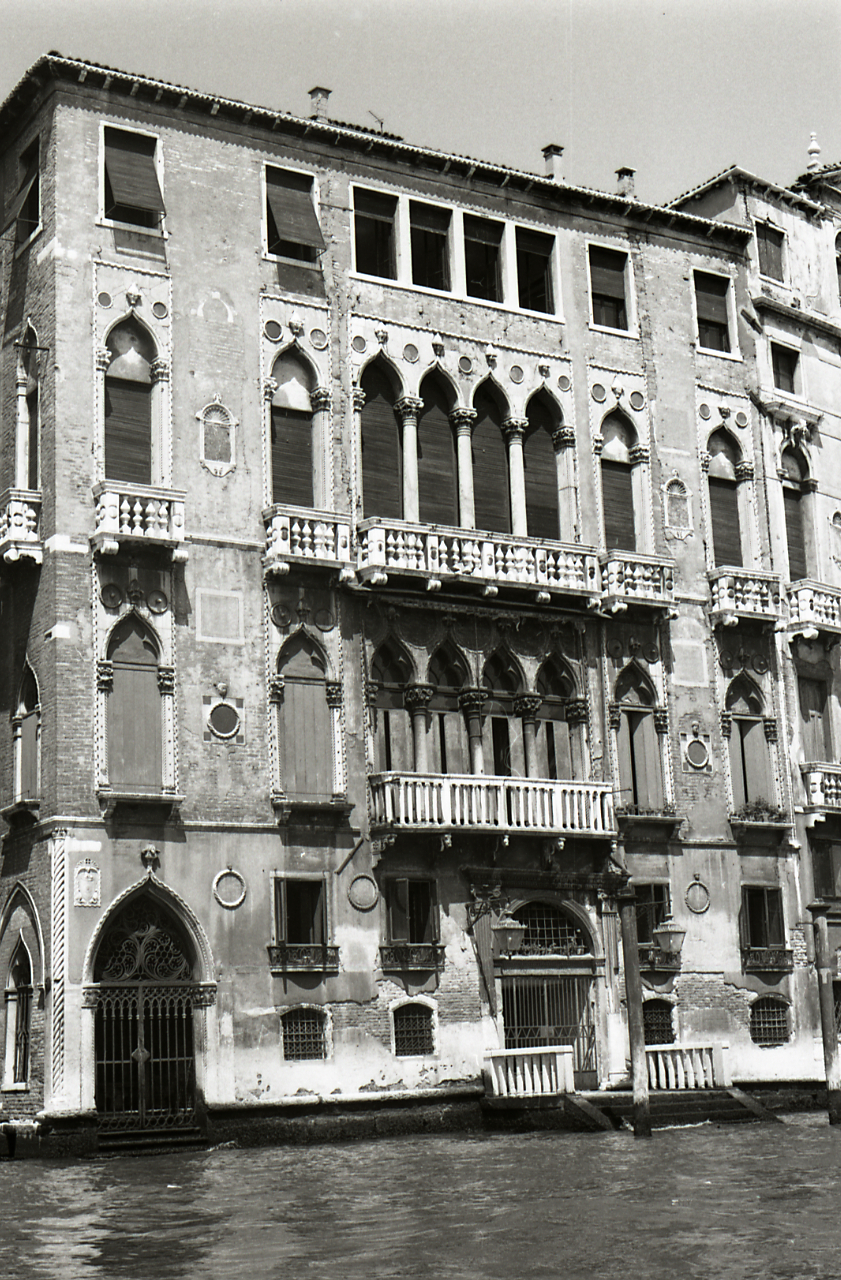
Fassade des Palazzo Barbaro Curtis. Foto von Paolo Monti, 1969.

Er ist ein perfektes Beispiel für einen gotischen, venezianischen Palast aus dem 14. oder 15. Jahrhundert. Er hat drei Vollgeschosse und ein Mezzaningeschoss unter dem Dach.
Die Fassade, wiederum ein Schema, das seinen Höhepunkt im Ca’ Bernardo erreicht, hat zwei Zugangsportale im Erdgeschoss (mit einem Spitzbogen versehen das linke, rechteckig das mittlere) und zwei Hauptgeschosse mit Vierfach-Spitzbogenfenstern in der Mitte, die von je einem Paar einzelnen Fenstern flankiert sind, alle in rechteckige, steinerne Rahmen eingesetzt. Die Verzierungen des ersten Hauptgeschosses wurden kürzlich an die des zweiten angepasst. Zur Verschönerung wurden in die vom Canal Grande aus sichtbaren Oberflächen charakteristische Patere und Formelle (Reliefschilder mit Figuren) eingesetzt.
Palazzo Barbaro
Der neue Teil des Gebäudes, der schmaler und höher als der alte Teil ist, ist im Barock erstellt und hat vier Stockwerke, deren Fassade im zweiten Hauptgeschoss durch ein Lochmuster aus vier Rundbogenöffnungen mit Maskaronen in den Schlusssteinen und Balustern charakterisiert ist. Die beiden mittleren sind zu einem Ajimez zusammengefasst.
Ein weiteres Rundbogen-Ajimez findet sich im 3. Stock unter dem kleinen Giebel, der die Fassade in der Mitte krönt.

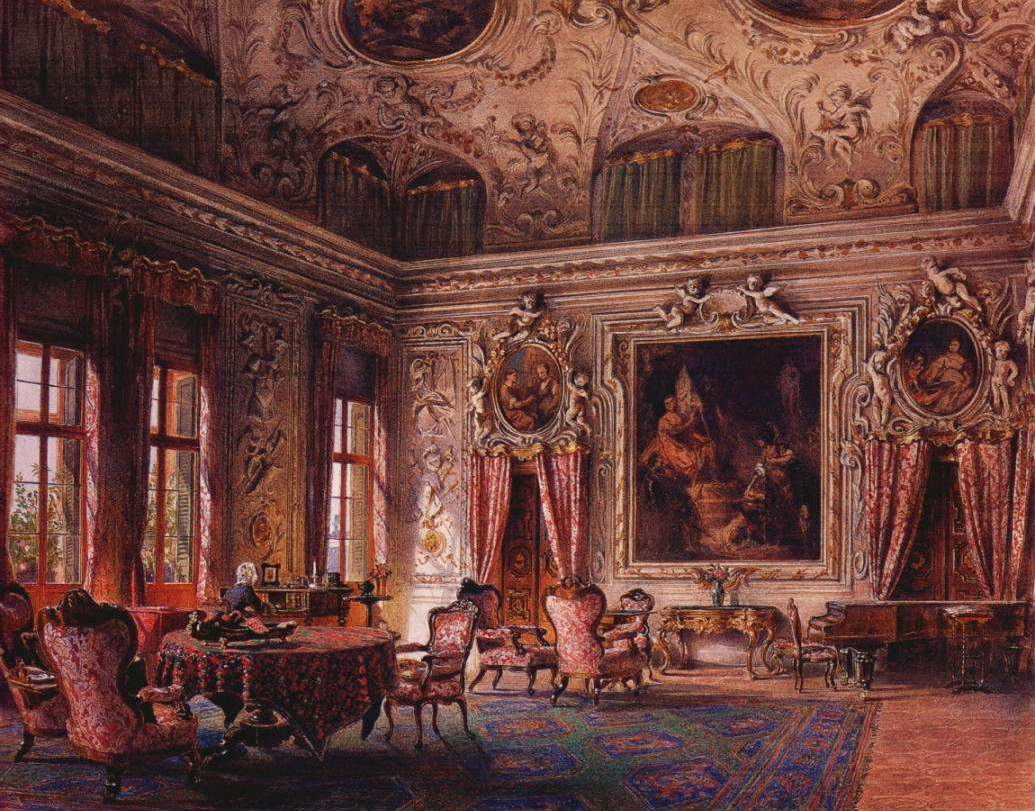
Der Salone, 1855

Im Inneren der Hauptgeschosse erinnert trotz Entfernung der Werke von Tiepolo an Stuckdekorationen von Abbondio Stazio aus Massagno.

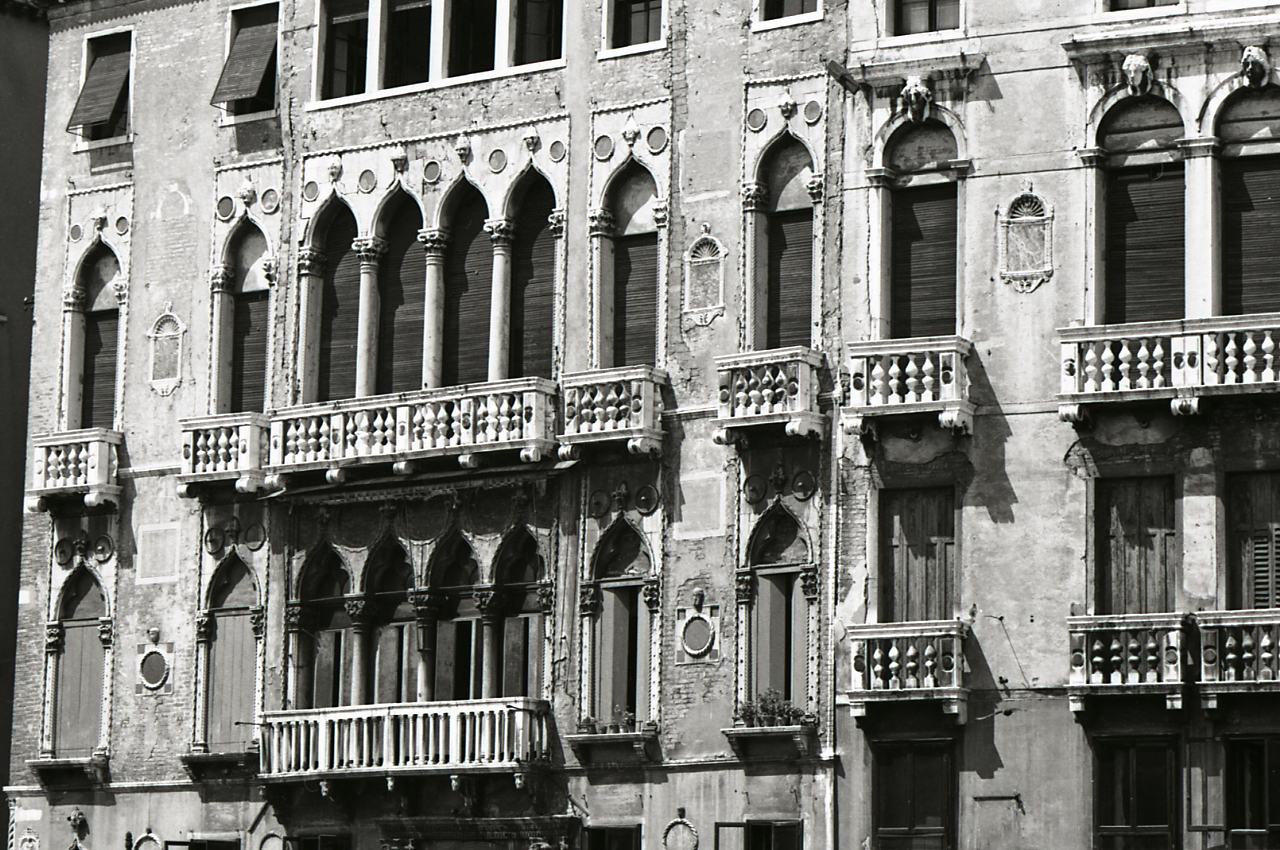
Fassadendetail am Palazzo Barbaro a San Vidal. Foto di Paolo Monti, 1969